# Teruichi Okamura
Teruichi Okamura (japanisch 岡村 輝一 Okamura Teruichi; * 27. Mai 1948 in Präfektur Osaka) ist ein ehemaliger japanischer Kunstturner.

## Karriere
Okamura gewann bei der Universiade 1970 in Turin sowohl den Einzelmehrkampf als auch den Mannschaftsmehrkampf. Zwei Jahre später nahm er an den Olympischen Spielen 1972 in München teil. Dort wurde er mit der japanischen Mannschaft Olympiasieger im Mannschaftsmehrkampf. Im Einzelmehrkampf belegte er den elften Rang, seine beste Einzeldisziplin waren die Ringe mit Platz neun.
Bei den Asienspielen 1978 in Bangkok erreichte er mit dem japanischen Team den zweiten Platz im Mannschaftsmehrkampf. Im Einzelwettbewerb an den Ringen gewann er die Bronzemedaille.